# Franz Alexander
Franz Gabriel Alexander (en húngaro: Alexander Ferenc Gábor, 22 de enero de 1891 Budapest - 8 de marzo de 1964 Palm Springs, California) fue psicoanalista y médico húngaro.

## Biografía
Estudió medicina en las universidades de Budapest y Göttingen, así como en el Instituto Fisiológico de Cambridge, en Inglaterra. Luego de servir como médico durante la Primera Guerra Mundial, llegó a conocer los trabajos de Sigmund Freud y se dio cuenta de que el psicoanálisis sería clave en la comprensión de fenómenos mentales y biológicos. Luego de eso recibió entrenamiento, y fue paciente de Hanns Sachs.
Se le considera el "padre" de la psicosomática psicoanalítica y cofundador de la criminología psicoanalítica. Además, desarrolló el concepto de experiencia emocional correctiva para definir una importante veta en el proceso terapéutico psicoanalítico. Fue el primer candidato en formación por el Instituto Psicoanalítico de Berlín, del que posteriormente fue docente y un reconocido analista didáctico. Entre 1919 y 1930 vivió en Berlín.
Fue invitado a los Estados Unidos en 1930 por Robert Hutchins, el entonces presidente de la Universidad de Chicago, para ser su profesor invitado en psicoanálisis. Alexander trabajó en el Instituto de Psicoanálisis de Chicago, donde Paul Rosenfels fue uno de sus estudiantes. En 1950 hizo un resumen de siete enfermedades psicosomáticas que posteriormente se llamaron Holy Seven. A fines de los años 1950 estuvo entre los primeros miembros de la Society for General Systems Research.
En 1964, falleció en Palm Springs, California.
Alexander fue un prolífico escritor. Entre The Castration Complex in the Formation of Character [1923]...[&] Fundamental Concepts of Psychosomatic Research [1943] publicó más de veinte otros artículos, contribuyendo a una amplia variedad de temas de los psicoanalistas de la "segunda generación psicoanalítica".

## Obra
- 1931, The Criminal, the judge and the public: A psychological analysis (con Hugo Staub. Orig. ed. traducida por Gregory Zilboorg).

- 1960, The Western mind in transition : an eyewitness story. New York: Random House.

- 1961, The Scope of psychoanalysis 1921 - 1961: selected papers. 2. pr. New York: Basic Books.

- 1966, Psychoanalytic Pioneers de Franz Alexander (autor), Samuel Eisenstein (autor), Martin Grotjahn (editor) New York; London: Basic Books. También Transaction Publishers,U.S. (April 1995), ISBN 1-56000-815-6 (10), ISBN 978-1-56000-815-6 (13)

Extracto en línea (en inglés)
- The corrective emotional experience (1946) (capítulos 2, 4 y 17 del libro de Franz Alexander

- 1968, The history of psychiatry; An evaluation of psychiatric thought and practice from prehistoric times to the present. By Franz G. Alexander and Sheldon T. Selesnick. New York [etc.]: New American Libr.

- 1969 [c1935] (with William Healy) Roots of crime: psychoanalytic studies, Montclair NJ: Patterson Smith.

- 1980, Psychoanalytic therapy. Principles and application. Franz Alexander y Thomas Morton French.

- 1984, The medical value of psychoanalysis. New York: Internat. Universities Pr. 1984. ISBN 0-8236-3285-7.

- 1987, Psychosomatic Medicine: Its Principles and Applications. 2ª ed. New York; London: Norton. ISBN 0-393-70036-4.

## Sobre Franz Alexander
- «Franz Alexander 1891-1964.», American journal of psychoanalysis 24, 1964: 115, PMID 14213975.

- Benedek, T (1964), «In Memorian Franz Alexander 1891-1964.», Journal of the American Psychoanalytic Association (1964 Oct) 12: 877-81, PMID 14221041.

- Eckardt, M H (2001), «Franz Alexander: a unique outstanding pioneer.», The Journal of the American Academy of Psychoanalysis 29 (1): 105-11, PMID 11490671, doi:10.1521/jaap.29.1.105.17190.

- French, T M, «Franz Alexander , M.D. 1891-1964.», Psychosomatic medicine 26: 203-6, PMID 14157772.

- French, T M (1964), «Franz Alexander (1891-1964).», Behavioral science (1964 Apr) 9 (2): 98-100, PMID 4867714.

- Freyberger, H (1964), «[Obituray of Franz Alexander , 1891-1964.]», Zeitschrift für Psychotherapie und medizinische Psychologie (1964 Sep) 14: 169-70, PMID 14333921.

- Kopp, M; Skrabski, A (1989), «What does the legacy of Hans Selye and Franz Alexander mean today? (The psychophysiological approach in medical practice).», International journal of psychophysiology : official journal of the International Organization of Psychophysiology (1989 Nov) 8 (2): 99-105, PMID 2684936.

- McClean, H V (1965), «Franz Alexander, 1891-1964.», The International journal of psycho-analysis (1965 Apr) 46: 247-50, PMID 14341703.

- Pollock, G H (1965), «In Memorian Franz Alexander : 1891-1964.», International journal of psychiatry (1965 Apr) 1: 306-10, PMID 14299014.

- Pollock, G H (1964), «Franz Alexander 1891-1964.», Arch. Gen. Psychiatry (1964 Sep) 11: 229-34, PMID 14173116.